# IIR-filter
IIR-filter är dynamiska system vars impulssvar är av typen IIR, Infinite impulse response. Ett impulssvar av typen IIR är nollskilt oändligt länge, i teorin både före och efter att impulsen har applicerats på filtret. 
Att impulssvaret är oändligt i tid är ett resultat av att filtrets utsignal vid en tidpunkt beror på egenskaper hos utsignalen vid andra, tidigare eller framtida, tidpunkter. Ett IIR-filter kan vara specificerat antingen i kontinuerlig eller diskret tid. 
Ett IIR-filter kan vara ett instabilt filter. Detta är en egenskap som oftast är oönskad. Enkelt uttryckt kan man säga att utsignalen från ett instabilt system inte stannar på ett fixt värde, utan står och svänger med bibehållen eller växande amplitud. Att ett IIR-filter kan vara instabilt beror på att utsignalen återkopplas internt i filtret.

## Kontinuerlig tid
Ett exempel på ett IIR-filter i kontinuerlig tid är en elektrisk krets som kallas RC-krets och består i sin enklaste form av en resistor (R) i serie med en kondensator (C). Relationen mellan spänningen över antingen kondensatorn eller resistorn och den totala spänningen över de två är av typen IIR. 

## Diskret tid

Blockdiagram för tidsdiskret IIR filter

Utsignalen vid den diskreta tidpunkten {\displaystyle k} från ett kausalt tidsdiskret IIR-filter, {\displaystyle y[k]}, kan skrivas som
{\displaystyle y[k]=\sum _{j=0}^{N}b_{j}x[k-j]-\sum _{p=1}^{M}a_{p}y[k-p]}
där {\displaystyle x[k]} är insignalen vid tiden {\displaystyle k} och koefficienterna {\displaystyle b_{j}} och {\displaystyle a_{p}} är parametrar som definierar filtrets egenskaper. Här ser man tydligt hur utsignalen vid en tidpunkt beror på utsignalen vid andra (tidigare) tidpunkter.
Ett exempel på en typ av tidsdiskret IIR-filter är autoregressiva filter.